# Fact-checking
Fact-checking je prověření faktického tvrzení s cílem určit jeho pravdivost a správnost. To může být provedeno buď před (ante hoc fact-checking) nebo po (post hoc fact-checking) zformulování daného tvrzení.
V zahraničí se výraz fact-checking používá jako název pro specifický směr žurnalistiky, která je zaměřená šíření pravdivých faktů. Nejde přitom jen o ověřování tvrzení, ale i o tvorbu analýz, které mohou být podkladem pro další fact-checking. V České republice je pojem fact-checking spojen zejména s ověřováním pravdy. Známým českým fact-checkingovým serverem je Demagog.cz, ověřující pravdivost tvrzení politiků, který spolupracuje s firmou Facebook.
Fact-checking nabývá na významu zejména ve spojení s růstem přítomnosti fake-news, dezinformací, propagandy a manipulací v mediálním prostoru.

## Jak ověřovat fakta
Profesionální ověřování tvrzení dělají novináři, kteří by měli ověřovat získané informace alespoň ze dvou nezávislých zdrojů. Někdy svá zjištění publikují ve speciálních formátech, které se věnují primárně fact-checkingu. Někdy je jsou ve výstupu přímo odkazy na dohledané primární zdroje ověřovaných informací. Příkladem mohou být:
- Ověřovna! od Českého rozhlasu – https://www.irozhlas.cz/zpravy-tag/overovna
- Na pravou míru od tiskové agentury AFP – https://napravoumiru.afp.com/
- Demagog.cz – https://demagog.cz/
- Databáze fact-checků (soubor ověřených tvrzení od firmy Seznam.cz) – https://o-seznam.cz/odpovednost/dezinformace/fact-checking/

### Sociální sítě
Prostřednictvím sociálních sítí jsou často šířeny informace z dezinformačních webů. Z tohoto důvodu se snaží fact-checking využít i sociální síť Facebook. První osobou ověřující fakta v českých článcích šířených přes tuto sociální síť byla novinářka Laďka Mortkowitz Bauerová z agentury AFP, se kterou má Facebook uzavřené globální partnerství ve věci ověřování faktů. Koncem května 2020 bylo oznámeno, že se počet českých fact-checkerů pracujících pro facebook rozšíří na šest a to díky nově uzavřenému partnerství sociální sítě s platformou Demagog.cz.

### Svépomocí
Každý uživatel internetu má možnost provádět základní fact-checking svépomocí. Primárně se doporučuje zaměřit na informační zdroje, ze kterých jsou prezentovaná fakta čerpána, např. jsou-li senzační zprávy publikovány i na zavedených serverech. Dalšími metodami, uživatelského fact-checkingu je například vyhledávání pomocí obrázku s cílem najít vizuálně podobné obrázky a odhalit tak fotomontáž, popřípadě pokročilejší metody jako zkoumání metadat souborů. Pokročilejší metodou může být i využití webového monitoringu extrémistů na sociálních sítích s názvem Blbec.online. S jeho pomocí lze zjistit dezinformační statut jednotlivých facebookových stránek a také vysledovat časovou osu sdílení dezinformací stránkami na facebooku.
Specificky lze při fact-checkingu přistupovat k hoaxům, resp. řetězovým e-mailům, které se často opakují a existuje více jejich databází. Nejznámějším českým webem zaměřeným na tuto tematiku je server Hoax.cz. Aktivně se vyvracením nepravdivých zpráv také věnuje skupina Čeští elfové.